# Distretto di Alto de la Alianza
Il distretto di Alto de la Alianza è un distretto del Perù, facente parte della provincia di Tacna, nella regione di Tacna.